# Tonasket, Washington
Tonasket je grad u američkoj saveznoj državi Washington. Prema popisu stanovništva iz 2010. u njemu je živjelo 1.032 stanovnika.